# Ingvar Svanberg (etnolog)
Stig Ingvar Christian Svanberg, född 28 juni 1953 i Karlskoga, är en svensk etnolog, etnobiolog och författare. 
Han har bland annat forskat om minoriteter i Sverige, kazaker och andra turkiska folk (Turkiet, Kazakstan, Xinjiang), samt om religionsmöten, men också om etnobiologiska och kulturzoologiska frågeställningar på Färöarna, i Sverige samt i östra Europa. Han har forskat om sockenlappar, kartlagt deras härkomst från skogssamer, och myntat begreppet sydliga samer (i betydelsen icke fjäll-samer i mellan-Sverige och södra Sverige). Han har dessutom ett särskilt intresse för sällskapsdjurens kulturhistoria. Svanberg är forskare vid Centrum för rysslandsstudier, Uppsala universitet och var tidigare verksam vid avdelningen för religionsvetenskap vid Södertörns högskola.